# Łąkie (gmina w województwie koszalińskim)
Łąkie (do 1947 Łakie) – dawna gmina wiejska istniejąca w latach 1945–1954 w woj. pomorskim, szczecińskim i koszalińskim (dzisiejsze woj. wielkopolskie). Siedzibą władz gminy było Łąkie.
Gmina Łąkie powstała po II wojnie światowej (1945) na terenie tzw. Ziem Odzyskanych (tzw. III okręg administracyjny – Pomorze Zachodnie). 25 września 1945 gmina – jako jednostka administracyjna powiatu złotowskiego – została powierzona administracji wojewody pomorskiego, po czym z dniem 28 czerwca 1946 została przyłączona do woj. szczecińskiego. 6 lipca 1950 gmina wraz z całym powiatem złotowskim weszła w skład nowo utworzonego woj. koszalińskiego.
Według stanu z 1 lipca 1952 gmina składała się z 6 gromad: Debrzno Wieś, Kiełpin, Krzywa Wieś, Laskowo, Łąkie i Trudna. Gmina została zniesiona 29 września 1954 wraz z reformą wprowadzającą gromady w miejsce gmin. Jednostki nie przywrócono 1 stycznia 1973 wraz z kolejną reformą reaktywującą gminy.